# 구선경
구선경은 대한민국의 텔레비전 드라마 작가이다.

## 집필 작품

### 텔레비전 드라마
| 연도      | 제목                                    | 방송사 | 유형          | 연출           | 비고              |
| --------- | --------------------------------------- | ------ | ------------- | -------------- | ----------------- |
| 2010      | 오! 마이 레이디                         | SBS    | 월화          | 박영수, 주동민 |                   |
| 2007      | 푸른 물고기                             | SBS    | 주말 특별기획 | 김수룡         |                   |
| 2005      | 환생: 넥스트 (조선시대 편)              | MBC    | 월화          | 김도훈         |                   |
| 2005      | 새아빠는 스물아홉                       | KBS2   | 특집          | 이재상         |                   |
| 2004      | 베스트극장 - 사랑하는 아들아            | MBC    | 단막          | 최원석         |                   |
| 2004      | 백설공주                                | KBS2   | 월화          | 이재상         |                   |
| 2003      | 옥탑방 고양이                           | MBC    | 월화          | 김사현         |                   |
| 2001      | 베스트극장 - 사랑은 보이지 않는다       | MBC    | 단막          | 최원석         |                   |
| 2000      | 일요베스트 - 귀여운 이혼녀              | KBS2   | 단막          |                |                   |
| 1999-2000 | 학교 2                                  | KBS    | 주간단막      | 연출 다수      | 작가 다수         |
| 1999-2000 | 광끼                                    | KBS2   | 주간단막      | 윤석호, 문보현 | 작가 다수         |
| 1998      | 일요베스트 - 사랑은 영화처럼            | KBS2   | 단막          | 김명욱         |                   |
| 1998      | 일요베스트 - 마누라 시집 보내기         | KBS2   | 단막          | 김명욱         |                   |
| 1998      | 일요베스트 - 4월의 콘체르토             | KBS2   | 단막          | 김명욱         |                   |
| 1998      | 베스트극장 - 정아 이야기                | MBC    | 단막          | 오경훈         |                   |
| 1997      | 베스트극장 - 사랑한다면 그녀처럼        | MBC    | 단막          | 오경훈         |                   |
| 1996      | 드라마게임 - 고백이 상큼한 세 가지 이유 | KBS2   | 단막          | 김명욱         | 양정아와 공동집필 |
| 1996      | 드라마게임 - 준만씨의 춘몽              | KBS2   | 단막          | 정성효         |                   |
| 1996      | 드라마게임 - 아빠와 영혼                | KBS2   | 단막          | 이덕건         | [ 1 ]             |

## 같이 보기
- 구선경의 텔레비전 드라마 각본 목록